# Dominik Josef Škroup

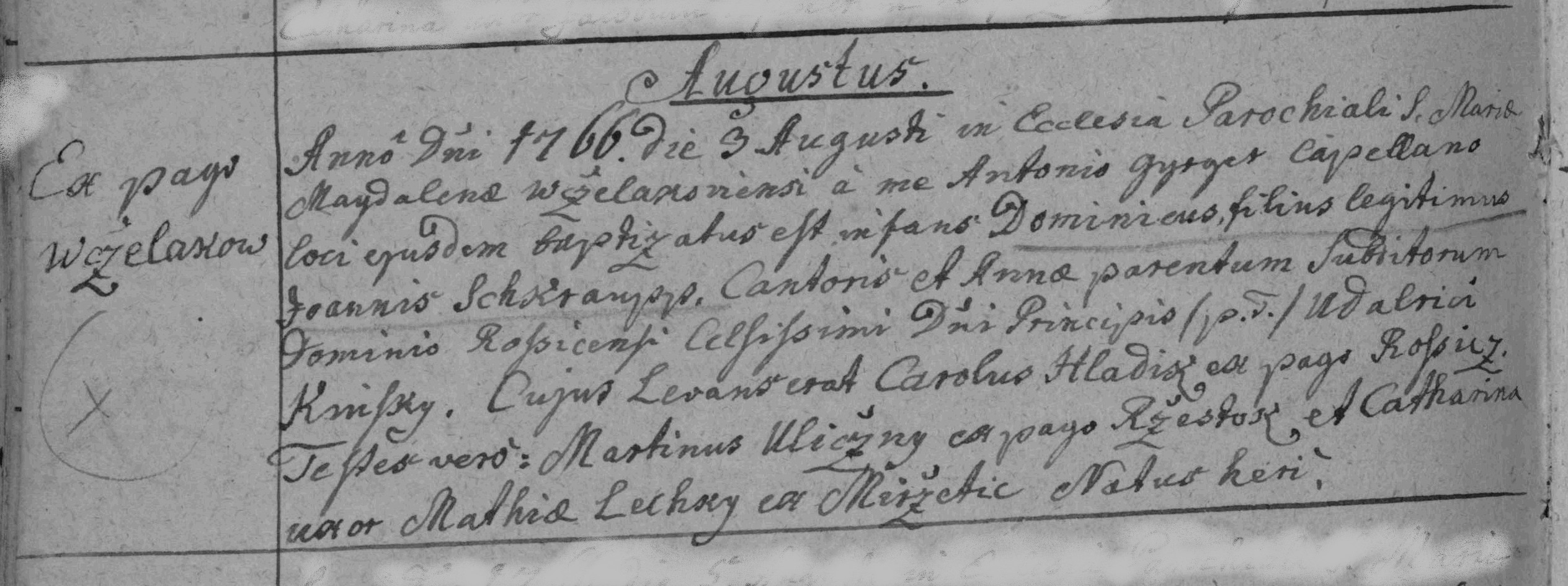
matrika narozených obce Včelákov - záznam o narození Dominika Josefa Škroupa

Dominik Josef Škroup, podle matriky Dominik Škraup (2. srpna 1766 Včelákov – 10. srpna 1830 Osice) byl český kantor, varhaník a hudební skladatel.

## Život
Byl synem Jana Škroupa, učitele ve Včelákově u Hlinska a jeho manželky Anny. Rodiče zemřeli, když mu bylo osm let. Vychoval ho strýc, rovněž učitel ve Vejvanovicích. Vystudoval Učitelský ústav v Pardubicích a stal se učitelem v Libišanech, kde se i oženil s Annou Langrovou. Později působil 30 let jako kantor ve škole v Osicích a jeho pátým dítětem byl František Škroup. Mladším bratrem Františka byl Jan Nepomuk Škroup (1811–1892), který byl hudebním skladatelem, od r. 1845 sbormistrem při metropolitním chrámu sv. Víta v Praze.

## Dílo
Komponoval nejčastěji chrámovou hudbu. Napsal na 20 latinských mší, Te Deum, Requiem a mnoho drobnějších skladeb (graduale, ofertoria, Ave Maria, Salve Regina). Komponoval i kostelní písně, litanie a pastorely. Z jeho díla však zůstala živá spíše světská hudba:
- Koncert pro lesní roh B dur
- Koncert pro flétnu a orchestr G dur[3]

Rukopisy jeho skladeb jsou uloženy v muzeu v Pardubicích a v Přelouči. Některé opisy také v Národním muzeu (Českém muzeu hudby) v Praze.